# Empalme Astra

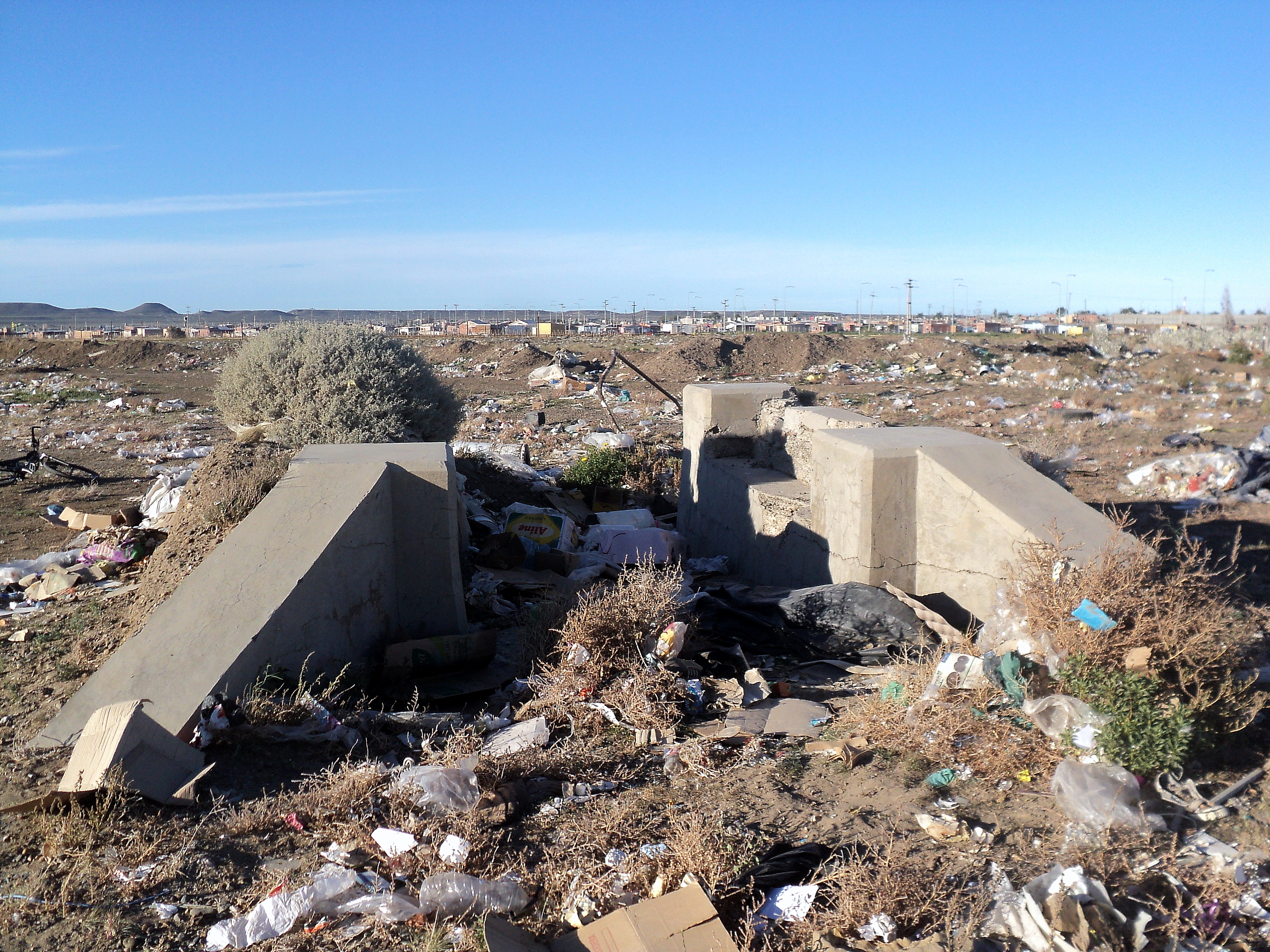
El terreno que ayer perteneció al ferrocarril hoy es un gran basural

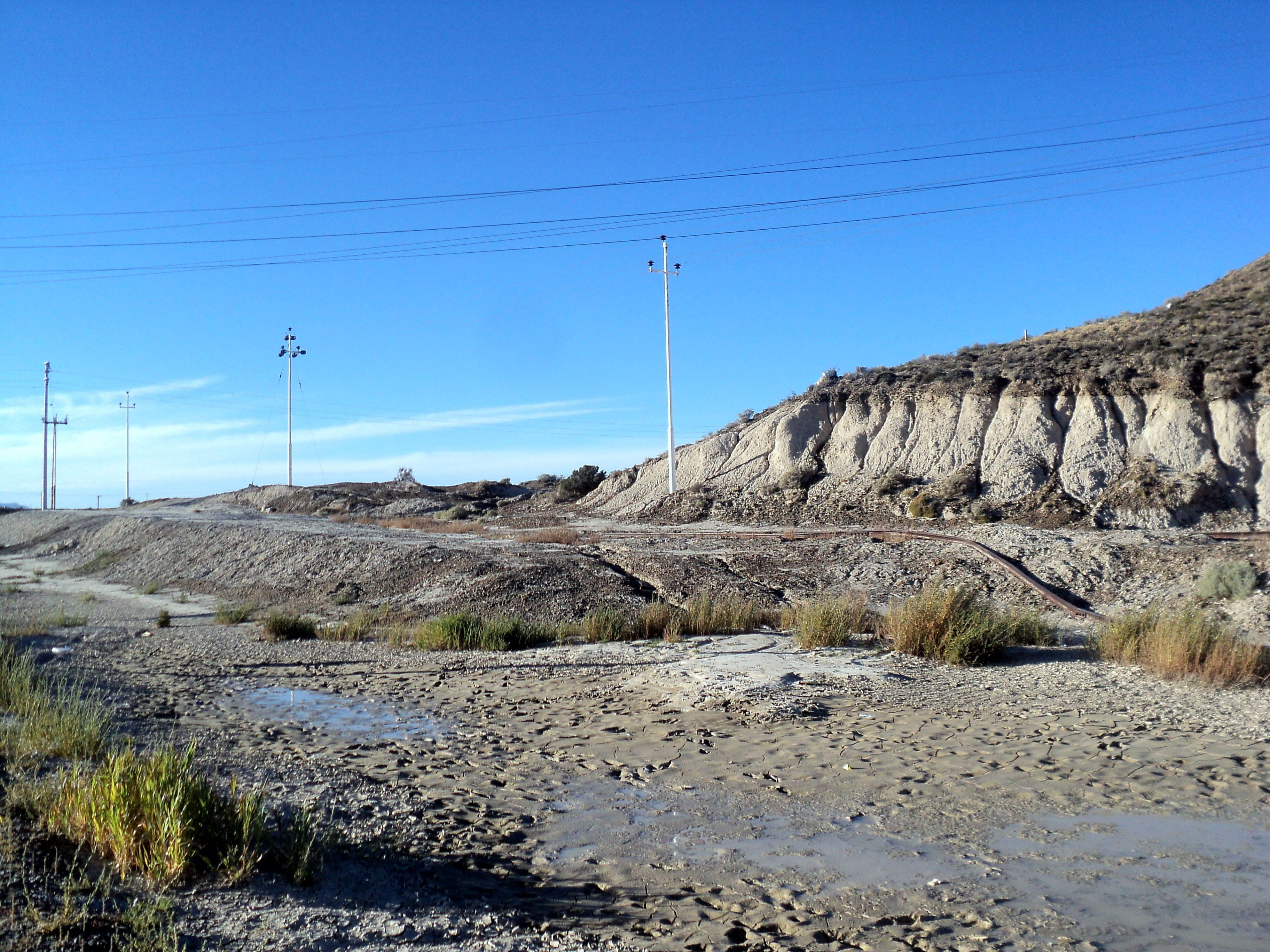
Trama anterior al empalma Astra, aún conserva su terraplén y retazos de vías en deterioro. Hoy es un camino en proceso de urbanización que comunica km 5 con Prospero Palazzo y Km 8

Empalme Astra era un apeadero que también funcionó como parada del servicio suburbano. Perteneció al Ferrocarril de Comodoro Rivadavia que se encontraba en el kilómetro 8 de la vía férrea que unía a esta localidad con Colonia Sarmiento, ambas en la provincia de Chubut (Argentina). Se hallaba en el Departamento Escalante dentro del ejido urbano de la ciudad de Comodoro Rivadavia.
El empalme era un lugar fundamental para su ferrocarril, ya que la línea férrea se dividía en tres ramales: uno que iba a Colonia Sarmiento, el que iba para COMFERPET y otro al denominado Barrio Astra (Chubut). Al ser un punto neurálgico las formaciones, antes de pasar por el empalme, debían consultar contantemente a la base en Kilómetro 5 si había vía libre para evitar accidentes.

## Toponimia
El nombre de esta parada se tomó del punto de unión que aquí se daba en la vía principal a Sarmiento, que se podía desviar hacia el ramal a Astra construido posteriormente por la empresa homónima. Muchas veces fue llamado Empalme a secas o Empalme a Astra en los diferentes documentos ferroviarios.

## Generalidades
La distancia vial desde la estación madre hasta aquí es de 8.3 km. 
Para 1918 el servicio pasaba solo pasaba tres por semana. Las necesidades de transporte de los habitantes de Astra y chacras circundantes llevaron a establecer uno de los primeros servicios de autobuses del mundo. Este era muy puntual y fue realizado adaptando el chasis de un Ford T. Al mismo se lo tuvo que extender y carrozar. Se instalaron asientos paralelos y tenía una capacidad aproximada de 6 a 8 personas. No tenía vidrios por lo que se especula que los pasajeros debían viajar muy arropados. Figuraba en su frente el número 3 y una campanita que supone que era para anunciar sus paradas. El recorrido era paralelo a las vías del ferrocarril y contaba con cuatro frecuencias por semana. De este modo se complementaba con los servicios ferroviarios de pasajeros a este ramal. Este servicio se ejecutaba por caminos de ripio de mal estado, por lo que el tiempo de viaje era casi de un día. Si bien el vehículo podía circular a unos 70 km por hora, en este contexto geográfico las velocidades alcanzadas no deberían superar los 20 o 30 km. Partía desde Astra hasta el pueblo de Comodoro, pasando por todo el ramal a Astra, Km8, Km 5 y Km 3. Se mantuvo por algunos años.
A lo largo de su existencia permitió el acceso de los viajeros a los trenes o su descenso en este lugar, aunque no se vendían pasajes ni contaba con una edificación que cumpliera las funciones de estación propiamente dicha. En cuanto a su equipamiento, el itinerario de 1940 le adjudicó 900 metros de desvíos. En 1958 se clasifica este punto como apeadero y el equipaje que no sea bulto de mano, debería ser cargado o descargado, según el caso, por el interesado directamente en el furgón. En las cercanías de la estación existía un desvío privado de 1900 metros de longitud que llevaba a COMFERPET.
El empalme formaba parte del Ferrocarril de Comodoro Rivadavia que comenzó a funcionar en el año 1910 y que fue cerrado definitivamente en el año 1978.
Posiblemente, según una fuente, el ramal Astra con sus diferentes puntos participara de los últimos viajes operados con ferrobuses. Esto sucedió por un corto lapso tras la clausura del ferrocarril.
Se emplazaba sobre el límite de los actuales barrios Prospero Palazzo y Don Bosco.

## Funcionamiento

### Itinerarios históricos
El primer informe de horario publicado en 1920 con datos vigentes desde enero de 1918 expuso que los trenes mixtos partían los lunes y jueves desde Comodoro a las 8:00 horas, pasando por el empalme a las 8:24 y arribando 16:30 a Sarmiento. Mientras que el regreso era los martes y viernes desde Sarmiento a las 8:00 horas, visitando el empalme a las 15:30 con arribo a Comodoro a las 15:50. Además, el desvío era parte de la línea a Astra que partía los miércoles y sábados desde Comodoro en diferentes horarios desde las 7 y las 14:30; y con regresos los mismos días. La distancia con Talleres era variable en general de 4 minutos; con excepción de un solo viaje de la línea a Astra que tomaba 5 minutos. Por otro lado, este punto fue parada condicional solo parando los servicios cuando había que levantar o dejar cargas. Por último, el empalme fue llamado Desvío Km 8 solo en este documento.
Para el informe de horarios de 1928 se informó que los servicios continuaron operados por trenes mixtos. Este punto era frecuentada por la línea de distancia que partía desde Comodoro lunes y jueves a las 9:00 y arribaba a Sarmiento 16:50. Asimismo, era paso de la línea que visitaba Astra los martes y jueves desde las 9:25 y desde las 15:25 los jueves. Sin embargo, el empalme se volvió parada optativa para el ferrocarril dejando de informar horarios de arribo. Por último, se informó una línea que arribaba a Pampa del Castillo. La misma partía desde Comodoro desde las 9, visitando Empalme a las 9:25 y finalizando a las 12:05. Esta última línea fue la única que dio detalle de los horarios de arribo del desvío y no lo tildó de para optativa de los servicios ferroviarios. Por último, el empalme Astra fue llamado Empalme a secas en este documento
En cambio,  en el informe de horarios de 1930 no realizó modificaciones significativas. Sin embargo, se suprimió de la línea a Pampa del Castillo. La consecuencia fue que se dejaron de informar todos los horarios de visita a este punto.
El itinerario de 1934 brindó información de la sección del servicio suburbano que era ejecutado por trenes mixtos los días lunes y jueves junto con el viaje a Sarmiento. El viaje a vapor partía a las 9 de Comodoro para arribar a Sarmiento 16:50. En tanto, la vuelta se producía los días miércoles y sábados desde las 9 con arribo a estación Comodoro a las 16:35. El tren llegaba a este punto a las 9:25. En tanto, estaba distanciado de Talleres por 5 minutos y de Km 9 por otros 2 minutos. Este último punto solo fue mencionado en este itinerario, quizás por ser un desvío dentro del mismo empalme. Otro detalle interesante fue la aclaración que de aquí salía el ramal a COMFERPET, que fue catalogado en este documento como parte de la vía auxiliar de este empalme. También, se describió un viaje dedicado a las cargas que tenía de ejes a Comodoro y Talleres los días miércoles y sábados con partida desde 18:00 y arribo a a Talleres 18:15. Mientras que el regreso se producía los lunes y jueves desde 8:00 con llegada a Comodoro 8:15.En este itinerario fue llamado Desvío 8.3 (Empalme a Astra). Con el tiempo el barrio que lo rodea tomó este apodo de Km 8.
Para el informe de 1936 ya no figuraba por abordar solo el viaje de larga distancia y servicios de pasajeros.
Desde 1938 el itinerario muestra las últimas mejoras que recibió el ferrocarril logró que el servicio de pasajero y cargas ligeras reciba la mejora en el tiempo del trayecto que pasó de casi 8 hs a alrededor de 4 hs. Gracias a esto el ferrobús, partiendo desde estación matriz, pudo alcanzar este punto en 13 minutos. Las distancias con los puntos vecinos se cubrían en 4 minutos a CONFERPET y en 3 minutos con Talleres.
El itinerario de Ferrocarriles del Estado del 15 de diciembre de 1940. Todos los viajes de todas las líneas pasaron a operarse con ferrobuses. El viaje principal partía los domingos desde Comodoro a las 7:08, pasando por este punto a las 7:20 y arribando a Sarmiento a las 10:45; mientras que había otro viaje que partía todos los días menos domingos desde las 16:30, paso por este punto a las 16:43 y llegada a Sarmiento a las 20:25. En tanto, el viaje desde Sarmiento se producía los domingos desde las 17:45 con arribo a Comodoro a las 20:58; mientras que el viaje que corría todos los días menos domingos lo hacía desde las 7:45 con llegada a las 11:11 a Comodoro. Por otra parte, el itinerario informaba gran variedad de servicios que ejecutaron el viaje de media distancia a Escalante. Los mismos partían desde Comodoro a las 1:00, 6:35, 11:35, 16:40 y 18:49 y la vuelta desde Escalante se ejecutaba 2:15, 8:00, 13:00, 17:55 y 20:35. Además, el itinerario resalta que este punto era derivador a los ramales de Astra y COMFERPET. Por otra parte, el documento le adjudicó 900 metros de desvíos en toda su extensión. Por último, el documento se refirió a este elemento como Desvío Km 8 (Emp. a Astra) y sin edificación para pasajeros en ese año.
El itinerario de trenes de 1946 hizo alusión al ramal complementario a Astra. En el se mencionó a este apeadero visitado por 2 líneas diferentes «de Comodoro a COMFERPET (Km 8) y Astra» y «de Comodoro a Astra». La primera de las líneas partía desde Comodoro todos los días de 1:10 a 1:23, 7:40, 7:53,de 11:30 a 11:43, de 13:55 a 14:08, 16:10 a 16:23, 17:40 a 17:53, 19:50 a 20:03. El itinerario aclaró que estos tiempos correspondían hasta el empalme a COMFERPET. En cambio, para arribar a COMFERPET se requerían 4 minutos más y para que el viaje finalice en Astra se sumaban 25 minutos a cada viaje.
La novedad de este informe fue la descripción del servicio de cargas a Sarmiento que se ejecutaba en forma condicional los lunes, miércoles y viernes. Este viaje se hacía con un formación a vapor y partía desde Talleres a las 9:40 para llegar a destino a las 17:40. El tren arribaba, con parada obligatoria, al empalme a las 9:45. Para comunicar la distancia que existía con Km 11 al tren le tomaba 6 minutos, mientras que para unirse con Talleres se requerían 5 minutos. Por último, en este itinerario se llamó a este punto Desvío Km 8 (Empalme a Astra).

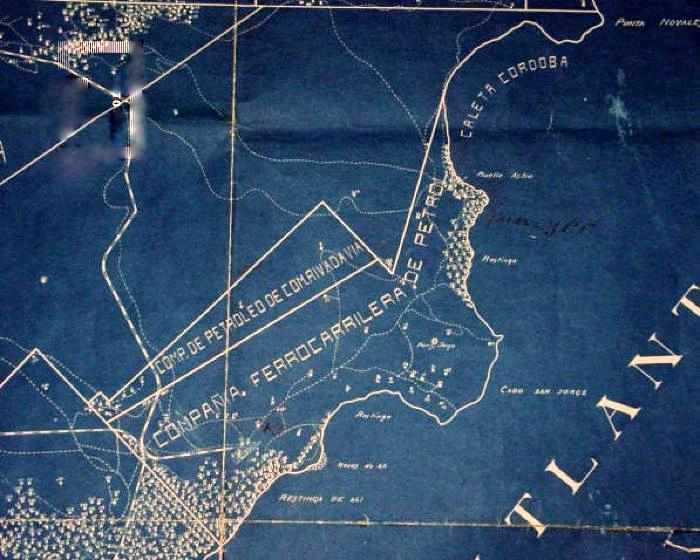
El empalme a Astra como derivador estratégico hacia COMFERPET al este, Astra al norte o Sarmiento al oeste.

El mismo itinerario de 1946 fue presentado por otra editorial y en el se hace mención menos detallada de los servicios de pasajeros de este ferrocarril. En el documento se aclaró que la mayoría de los ferrobuses pararían en puntos adicionales que los pasajeros solicitaran para ascender o descender. Las tarifas se cobraban desde o hasta la estación más próxima anterior o posterior. La diferencia principal es que a este punto no fue tenido en cuenta para el viaje de larga distancia a Sarmiento y que se lo aludió como Empalme a Astra.
El 10 de diciembre de 1948 fue presentado un itinerario que no representó grandes variaciones respecto del presentado en 1946. Sin embargo, la gran diferencia con el anterior documento estuvo en el viaje de cargas que recorría la línea completa desde Comodoro a Sarmiento; y no partía desde Talleres como en el itinerario anterior. De este modo, el viaje de cargas partía sin un día estipulado, en forma condicional desde Comodoro a las 9:30, paso por este punto a las 9:55 y arribo a Sarmiento a las 18:05. En tanto, la vuelta vuelta desde Sarmiento se producía desde las 10:20 con arribo a estación Comodoro a las 20:25. Por último, el itinerario se refirió a este punto como Desvío Km 8 (Emp. a Astra).
La pérdida de importancia se pudo revertir cuando volvió a ser incluido en el itinerario de horarios de noviembre de 1955 del viaje de larga distancia a Sarmiento. Sin embargo, su uso varió poco ya que de 6 servicios ferroviarios 1 de ellos solo paraba obligatoriamente en esta parada. En este último informe este punto ya sería llamada Empalme Astra.
Por otro lado, el servicio suburbano es descripto gracias a otro informe de noviembre de 1955. En él se detalla que este servicio, que poseía puntas de rieles en COMFEPET, Km 27 y Km 20. Este informe revela las paradas y horarios de este servicio y se menciona la importancia de este punto al derivar la línea que pasaba por las puntas de rieles COMFERPET y Km 20. El servicio vinculaba así este punto con COMFEPET y estación Astra. De este modo el viaje se diagramaba de modo que una vez alcanzado el empalme el coche motor iba a Km 8 y desde ahí volvía marcha atrás al empalme para dirigirse a estación Astra. Empalme Astra es llamado en este informe Empalme a Astra, quizás por lo aludido anteriormente. 
Los tiempos sufrieron leves incrementos. De este modo, para alcanzar este punto; partiendo desde la estación matriz, tomó unos 19 minutos. En tanto, estaba separada por 5 minutos de COMFERPET, en 7 minutos del apeadero Aeródromo y por otros 6 de Km 11.
El itinerario de 1960 señala a este punto como desvío hacia el ramal a Astra con la leyenda: "Paso a nivel y Desvío Astra". Esta advertencia se presentaba en los puntos kilométricos 8.21 y 8.29 de la vía e imponía e imponía una velocidad a los vehículos ferroviarios de 15 kilómetros por hora. El primer tramo del empalme desviaba hacia COMFERPET  y la segunda sección hacia Astra unos pocos metros más al norte. Como último dato, realizar el recorrido de Talleres hacia COMFERPET exigía un porcentaje mínimo de ejes frenafos en los trenes del 12% y no se determinó una carga máxima para el ramal quizás por seguir los valores de Astra.

### Registro de boletos
Una extensa colección de boletos no hace mención a este punto. Esto quizás se deba a que Empalme era un punto neurálgico de paso obligado de los servicios suburbanos o de larga distancia. Es decir que para llegar a Diadema, Astra o la zona cercana al aeropuerto se debía pasar por aquí primero. El viaje podía comprarse hasta esta parada con opción de seguir a Gasoducto o COMFERPET por el mismo precio. Aunque también se podía adquirir hasta este punto individualmente.

## Años posteriores
En 1991 la municipalidad pudo adquirir las tierras en torno del Empalme Astra y con ello empezó una urbanización que terminaría en una escombrera que hoy se volvió un basural a cielo abierto que atormenta a los vecinos. Los vecinos aún recuerdan el paisaje limpio y ordenado que el ferrocarril mantenía en este sector. A pesar de que quedan muy pocos rastros de su existencia, todavía es un nudo de comunicaciones con su rotonda para uso de carreteras para autos que es cruzada por la ruta provincial 39 y un importante camino alternativo que une km 5 con km 8.

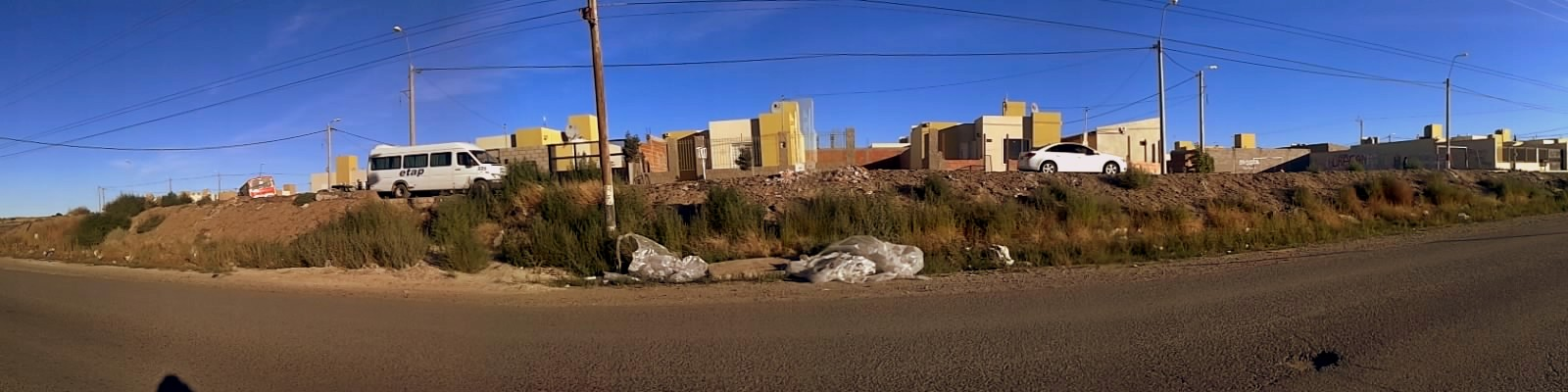
Restos del terraplén rumbo a Sarmiento tras pasar el empalme Astra